# Svältkatastrofen i Nordkorea

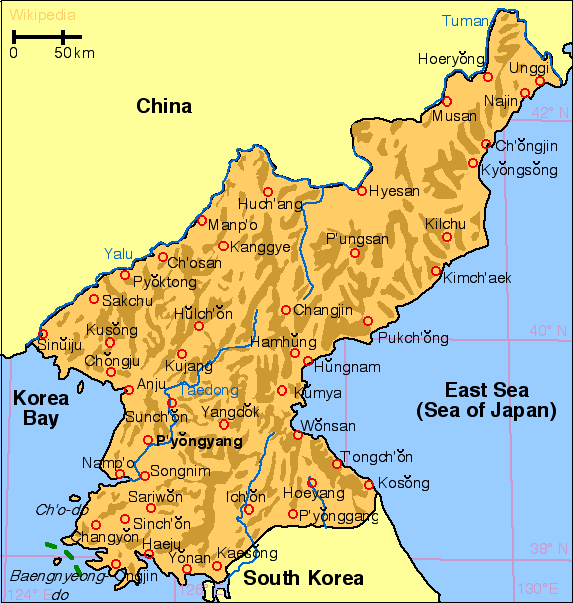
Karta över Nordkorea

Svältkatastrofen i Nordkorea, även känt som Den svåra marschen, var en period av mycket svår hungersnöd i Nordkorea under 1990-talet. Den inleddes efter Kim Il-sungs död 1994, nådde sin kulmen 1997 och krävde mellan omkring 600 000 och 2 miljoner människoliv vilket gör den till en av de värsta svältkatastroferna i modern tid i proportion till befolkningen.
Katastrofen var främst en följd av att landets planekonomi hade börjat stagnera under 1970-talet till följd av avsaknaden av ekonomiska och industriella reformer. Detta gjorde jordbruket, gruvdriften och den tunga industrin hårt eftersatta och olönsamma, vilket på längre sikt försämrade den nordkoreanska statens finanser kraftigt. Detta i kombination med att landet under 1990-talet plågades av ett flertal naturkatastrofer och Sovjetunionens upplösning 1991, varvid landet förlorade en av sina viktigaste handelspartners och biståndsgivare, fullbordade katastrofen. Det har på grund av den nordkoreanska regimens strikta isoleringspolitik mot omvärlden (se Juche) varit svårt att få insyn i den verkliga omfattningen av katastrofen.
Under 2000-talet har Nordkorea dock visat tendenser till att landet långsamt håller på att återhämta sig.

## Bakgrund och utbrott

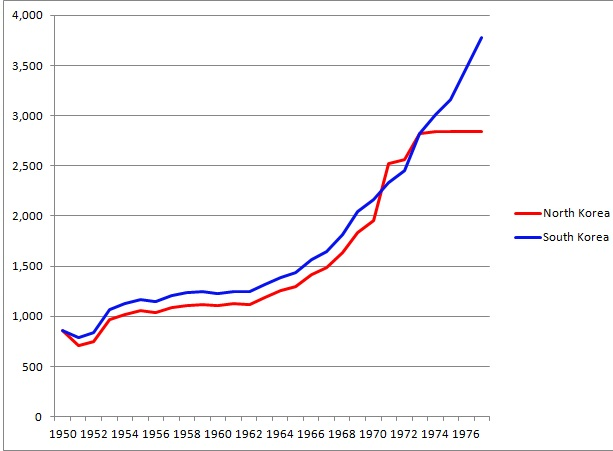
Diagrammet visar de båda koreanska staternas ekonomiska utveckling mellan 1950 och 1977.

När vapenvila efter tre år kunde ingås i Koreakriget den 27 juli 1953 delades den koreanska halvön definitivt i två delar, Sydkorea med stöd från västmakterna och Nordkorea stött av Kina och Sovjetunionen. Det efter kriget totalt ödelagda Nordkorea skulle under åren som följde efter krigsuppehållet, under ledning av Kim Il Sung, på mycket kort tid bygga upp en omfattande tung industri och ett storskaligt jordbruk som snabbt fick landets tidigare obefintliga ekonomi att växa i en rasande fart.
Fram till början av 1970-talet höll Nordkorea både ekonomiskt och industriellt jämna steg med dess sydliga och väststödda granne, men under 1970-talet stagnerade landets ekonomi, i likhet med övriga östblocket, vilket gjorde både jordbruket, gruvdriften och den tunga industrin, som var navet i landets ekonomi, svårt eftersatta och fick allt svårare att hålla sig produktivt samtidigt som jordbruket var för primitivt för att kunna producera tillräckligt med livsmedel för att mätta den nordkoreanska befolkningen. Med hjälp av ekonomiskt bistånd från både Kina och Sovjetunionen lyckades Nordkorea till en början till största delen täcka sina ekonomiska förluster och sviktande livsmedelsproduktion, men i takt med den ekonomiska situationen i östblocket blev situationen allt svårare och mot slutet av 1980-talet blev bristen på mat i landet påtaglig, och de statligt subventionerade matransonerna till folket krympte snabbt.
Regimen i Pyongyang gjorde länge sitt bästa för att dölja utvecklingen i landet för omvärlden, men i samband med Sovjetunionens fall 1991 förlorade landet sin viktigaste handelspartner och biståndsgivare och landets centralstyrda ekonomi kollapsade, varvid situationen blev ohållbar. 1992 gick den nordkoreanska regimen ut med en officiell Ät två mål om dagen-kampanj i ett försök att dämpa den folkliga matkonsumtionen, vilket dock inte gav önskad effekt. 1994 var bristen på mat, trots omfattande statliga matransoner, så akut att hyllorna i landets mataffärer för första gången i landets historia gapade helt tomma. 1995 förvärrades situationen ytterligare när landet drabbades av svåra översvämningar, vilket ödelade omkring 40% av landets odlingsbara mark. Detta resulterade i att landets produktion av dess viktigaste gröda, vete, sjönk med omkring 30% det året; trenden fortsatte under åren 1996 och 1997 och en humanitär katastrof var ett faktum. Mest lidande blev den redan fattiga civilbefolkningen på landsbygden, särskilt i de norra delarna av landet. Detta eftersom regeringen fortsatte att prioritera majoriteten av de ännu befintliga resurserna till landets militär och till den styrande eliten i huvudstaden Pyongyang.

## Omvärldens reaktion
Den humanitära hjälpen till Nordkorea började ta fart redan 1990 och organiserades av ett antal kristna samfund i Sydkorea med viss hjälp från Unicef; denna hjälp var dock i liten skala och långt ifrån tillräcklig och några riktigt stora humanitära hjälpinsatser kom inte till stånd förrän det första riktigt stora katastrofåret 1995, då den nordkoreanska regeringen vädjade till omvärlden om humanitär hjälp. Ett humanitärt matprojekt omsattes snart också i större skala, under ledning av framför allt Kina och Sydkorea som årligen tillsammans har bidragit med omkring en miljon ton ris till landet. Denna humanitära hjälp pågår till viss del fortfarande men har periodvis avbrutits eller sanktionerats på grund av Nordkoreas provokativa beteende mot omvärlden och ovilja att delta i förhandlingar om bland annat mänskliga rättigheter och sitt kärnvapenprogram och den nordkoreanska statens motvilja till att släppa in utländska hjälparbetare i landet. Även USA har via Världslivsmedelsprogrammet (WFP) varit en av de tongivande parterna i den humanitära hjälpen. Under president George W. Bush minskade dock hjälpen till landet avsevärt, från 700 000 ton ris under rekordåret 1999 till 350 000 ton 2001 och 40 000 ton 2004.

## Konsekvenser och läget idag
Nordkorea är idag långsamt på väg att återhämta sig från svältkatastrofen, men landet har fortfarande inte uppnått total självförsörjning vad gäller mat, och landets jordbruk och industrier är fortfarande svårt eftersatta. Även undernäring har blivit ett stort problem för befolkningen. Utvecklingen i landet har också försvårats ytterligare av nya översvämningar under både 2006 och 2007. Det stora humanitära biståndet av mat upphörde officiellt på den nordkoreanska regimens egen begäran 2002 men landet är fortfarande beroende av hjälp från omvärlden; idag handlar det främst om stöd från Kina, Sydkorea, Japan och USA. Kina har idag tagit över Sovjetunionens plats som Nordkoreas största handelspartner och landet mottar också ett omfattande ekonomiskt stöd från Kina, dock i betydligt mindre omfattning än vad landet fick från Sovjetunionen. En ny svältkatastrof befarades under 2011 för vilken landet ytterligare en gång bett omvärlden om humanitärt bistånd i form av mat, dock inte i lika stor skala som under 1990-talet. Exakt hur läget i landet ser ut idag är svårt att bedöma på grund av landets isolering, det är dock en allmän uppfattning att svält fortfarande är ett problem i landet, främst i de norra delarna. Detta har även bekräftats av nordkoreaner som har flytt från landet.
Exakt hur många offer svältkatastrofen skördade är oklart, de humanitära hjälporganisationer som tilläts verka i landet under katastrofåren förbjöds att göra några som helst sammanställningar av antalet dödsoffer och några officiella siffror har aldrig offentliggjorts av den nordkoreanska regimen. Uppskattningar pekar dock på att det rör sig om någonstans mellan 600 000 och 2 miljoner människor, många av dem barn.
Den nordkoreanska staten har idag använt katastrofen i eget propagandasyfte och i Nordkorea kallas den officiellt Den svåra marschen och skulden för hungersnöden har lagts på västvärlden och framför allt på USA.

### Fotnoter
1. ↑  Hoare (2012), s. 45.
2. ↑  Hoare (2012), s. 128